# Hassan Hakmoun
Hassan Hakmoun (en árabe: حسن حكمون‎, nacido el 16 de septiembre de 1963) es un músico marroquí especializado en el estilo Gnawa.

## Primeros años de vida
Nació en una familia de músicos  que lo introdujeron en el mundo musical de los Gnawa. A los cuatro años, actuó junto a grandes maestros del Gnawa en todo Marruecos (incluido el rey del género Gnawa, el maestro Sam) y en Casablanca para Lila. Su madre es conocida en toda la ciudad como una sanadora mística. A la edad de catorce años se convirtió en Maestro de la música Gnawa. 

## Carrera
Hizo su debut en 1987 en Lincoln Center de la ciudad de Nueva York con el grupo de baile Trio Gna & Nomadas de Etian y Blanca Lee. Posteriormente se trasladó a Nueva York donde fue recibido por artistas como el compositor y productor Richard Horowitz y Peter Gabriel. Se convirtió en un elemento fijo de la escena del rock, el jazz fusión de Nueva York, abarcando múltiples géneros.
En 1989, pasó a formar parte del grupo Magmouat Hakmoun con su hermano Said y sus familiares Mohammed Bechar y Abdel Hok Dahmad. Más tarde ese año, con la ayuda de Robert Browning y el World Music Institute, Hakmoun produjo y lanzó su álbum debut Fire Within . Grabó su segundo álbum, "Gift of the Gnawa" con Adam Rudolph y el trompetista de jazz Don Cherry en 1991.
Comenzó a ampliar su rango musical, añadiendo sonidos americanos a la forma marroquí. Esto le llevó a formar el grupo Zahar, que significa 'suerte', cuya música fusionaba elementos del rock y el jazz con estilos africanos. Con el conjunto, grabó su primer álbum con instrumentos eléctricos y continuó actuando en la ciudad de Nueva York. Uno de esos casos ocurrió durante una actuación en Knitting Factory, entre cuya audiencia se encontraban Miles Davis y Daniel Lanois, quienes procedieron a presentarle a Hakmoun a un importante futuro colaborador, el músico pop Peter Gabriel.
En 1992, se unió a WOMAD de Gabriel, fundada en 1980. Hakmoun lanzó otro álbum, Trance, en los Real World Studios de Gabriel en Bath, Inglaterra. Desde Bath, Hakmoun realizó una gira por Europa, Oriente Medio y Estados Unidos junto con otros artistas de WOMAD, incluida una actuación bajo los auspicios del grupo en el festival Woodstock 94 en 1994.
Sus álbumes Fire Within, Gift of the Gnawa y Trance encabezaron las listas de World Music Albums, World Music Charts Europe, New World y CMJ's Radio Top 150 y fueron seleccionados por Rolling Stone como uno de los "Hot Picks of '94". Sus potentes actuaciones y sonidos también dieron lugar a cartas de admiración del ex alcalde de la ciudad de Nueva York, David Dinkins, del presentador de televisión Jay Leno y del saxofonista David Sanborn, así como de ejecutivos del New York Times y de la British Broadcasting Corporation.

### 2002-presente
En 2002, se asoció con el productor estadounidense Fabian Alsultany para grabar un nuevo álbum, The Gift. El álbum incluyó el lanzamiento del sencillo "This Gift", un dueto con la cantautora ganadora del Grammy Paula Cole. En 2003, The Gift recibió un premio INDIE a la "Mejor grabación de música del mundo contemporánea" de la Asociación de Música Independiente (AFIM).
Además de producir sus propios álbumes, ha contribuido a las grabaciones de otros artistas, sumándose a proyectos como "Caravan" para el álbum Prelude To A Kiss de Dee Dee Bridgewater, Street Sings de Ozomatli, que ganó el premio a la "Mejor Alternativa". Music Album" en los Premios Grammy Latinos en 2005 y "Lovelight" por Courage de Paula Cole en 2007.
También ha compuesto y grabado para varias películas como Rendezvous in Samarkand dirigida por Tim Bridwell, The Past and the Present of Djemma El Fna de Steve Montgomery y el documental Footsteps in Africa . Hakmoun apareció en varias películas como actor, bailarín y músico, incluida Jungle 2 Jungle de Disney en 1997 y Rollerball de John McTiernan en 2002.
Hoy en día, continúa grabando y actuando en los principales festivales y lugares de todo el mundo, además de impartir talleres magistrales en universidades. Posteriormente, Hakmoun comenzó un proyecto en colaboración con otros bailarines de percusión para crear un nuevo estilo de danza Gnawa.

## Vida personal
Estuvo casado con Lynne Francisco en 1987. Tuvieron un hijo. En junio de 2002, se casó con la cantante Paula Cole. Tuvieron una hija. Hakmoun conoció a Cole en la gira de Peter Gabriel "Secret World Live" en 1994.  La pareja se divorció en 2007. 

## Discografía
- Gift of the Gnawa  (Flying Fish, 1992)
- Trance (Real World/Virgin/EMI, 1993)
- The Fire Within (Music of the World, 1995)
- Black Mud Sound  (November 1995)
- Life Around the World (Mina , 1999)
- The Rough Guide to the Music of Morocco (World Music Network, 2004)
- Unity (Healing Records, 2014)